# 1957年の大映ユニオンズ
1957年の大映ユニオンズでは、1957年シーズンの大映ユニオンズの動向をまとめる。
この年の大映ユニオンズは、松木謙治郎監督の2年目のシーズンである。開幕直前に高橋ユニオンズと合併して、大映ユニオンズと名称を改めたが、このシーズンオフに、毎日オリオンズと合併し、毎日大映オリオンズとなり、この名称のチームは1年のみとなった。

## チーム成績

### レギュラーシーズン
| 1 | 二 | 佐々木信也 |
| 2 | 遊 | 与儀真助   |
| 3 | 三 | 坂本文次郎 |
| 4 | 左 | 安居玉一   |
| 5 | 一 | 加藤晃朗   |
| 6 | 右 | 枝村勉     |
| 7 | 捕 | 保坂幸永   |
| 8 | 投 | 森口哲夫   |
| 9 | 中 | 渡辺光明   |

| 順位 | 4月終了時 | 4月終了時 | 5月終了時 | 5月終了時 | 6月終了時 | 6月終了時 | 7月終了時 | 7月終了時 | 8月終了時 | 8月終了時 | 9月終了時 | 9月終了時 | 最終成績 | 最終成績 |
| ---- | --------- | --------- | --------- | --------- | --------- | --------- | --------- | --------- | --------- | --------- | --------- | --------- | -------- | -------- |
| 1位  | 毎日      | --        | 西鉄      | --        | 南海      | --        | 西鉄      | --        | 西鉄      | --        | 西鉄      | --        | 西鉄     | --       |
| 2位  | 西鉄      | 1.0       | 毎日      | 2.0       | 毎日      | 1.0       | 毎日      | 2.0       | 南海      | 6.0       | 南海      | 5.0       | 南海     | 7.0      |
| 3位  | 阪急      | 1.0       | 南海      | 3.0       | 西鉄      | 3.0       | 南海      | 2.5       | 毎日      | 6.5       | 阪急      | 6.5       | 毎日     | 8.0      |
| 4位  | 南海      | 2.0       | 阪急      | 4.5       | 阪急      | 4.0       | 阪急      | 6.0       | 阪急      | 10.5      | 毎日      | 8.0       | 阪急     | 8.0      |
| 5位  | 東映      | 4.5       | 東映      | 6.5       | 東映      | 6.5       | 東映      | 7.5       | 東映      | 19.0      | 東映      | 20.5      | 東映     | 28.0     |
| 6位  | 大映      | 5.5       | 大映      | 13.0      | 大映      | 14.5      | 大映      | 14.5      | 大映      | 27.5      | 近鉄      | 35.5      | 近鉄     | 38.5     |
| 7位  | 近鉄      | 7.0       | 近鉄      | 13.0      | 近鉄      | 20.0      | 近鉄      | 23.5      | 近鉄      | 35.5      | 大映      | 36.5      | 大映     | 43.5     |

| 順位 | 球団             | 勝 | 敗 | 分 | 勝率 | 差   |
| 1位  | 西鉄ライオンズ   | 83 | 44 | 5  | .654 | 優勝 |
| 2位  | 南海ホークス     | 78 | 53 | 1  | .595 | 7.0  |
| 3位  | 毎日オリオンズ   | 75 | 52 | 5  | .591 | 8.0  |
| 4位  | 阪急ブレーブス   | 71 | 55 | 6  | .563 | 11.5 |
| 5位  | 東映フライヤーズ | 56 | 73 | 3  | .434 | 28.0 |
| 6位  | 近鉄パールス     | 44 | 82 | 6  | .349 | 38.5 |
| 7位  | 大映ユニオンズ   | 41 | 89 | 2  | .315 | 43.5 |

## オールスターゲーム1957
| ファン投票 | 選出なし |
| 監督推薦   | 枝村勉   |

## できごと
- 2月25日 - パ・リーグオーナー会議が開催、「今シーズンは大映、高橋両球団の合併により7球団制でスタートする」の声明が発表、大映・永田雅一オーナーは「うちが高橋を吸収することで3年間の球団運営で抱えた負債はうちが処理する」と発表し、高橋ユニオンズは大映スターズに吸収合併となる。新球団名は「大映ユニオンズ」[2]。
- 10月13日 - 後楽園球場で行われた毎日オリオンズとの21回戦・22回戦ダブルヘッダーで連敗。6位の近鉄パールスと並ぶ可能性が消滅し、リーグ最下位（7位）が確定。シーズン前に大映オーナーの永田雅一から出されていた「今シーズンの最下位球団を他を合併させ、翌年からパリーグを6球団で運営しよう」という提案での合併対象になることが確実になる。
- 11月28日 - 大映ユニオンズと毎日オリオンズの合併が正式に発表。チーム名は「毎日大映オリオンズ」（通称：「大毎オリオンズ」）となる。

## 表彰選手
| リーグ・リーダー |
| ---------------- |
| 受賞者なし       |

| ベストナイン |
| ------------ |
| 選出なし     |